# Victor Deni
Victor Deni (en russe : Виктор Николаевич Денисов, Viktor Nikolaïevitch Denissov) est un affichiste soviétique né le 24 février 1893 à Moscou, (Russie) et décédé le 3 août 1946 à Moscou.

## Biographie
Né sous le nom de Victor Denisovak, il est connu sous le nom de Deni, apocope de Denisov, qu'il adopta plus tard. En 1910, ses premiers dessins furent publiés dans le journal satirique Boudilnik.
En 1916, il s'installa à Pétrograd où ses caricatures dans les journaux Solntse Rossii (Le Soleil de Russie), Vesna (Printemps) et Satirikon (Le Satyricon) obtinrent un succès immédiat. Il devint directeur artistique de l'hebdomadaire humoristique Bich.
Après la Révolution d'Octobre, il réalisa des affiches de propagande communiste en travaillant dans la « Litizdat », la maison d'édition d'État et pendant la guerre civile, de 1918 à la fin de 1921, il créa une cinquantaine d'affiches. C'est parmi celles-ci qu'on trouve ses plus célèbres qui portaient aux nues la force virile des ouvriers, le kolkhozien dévoué à la collectivité et diabolisaient le capitaliste, le Tsar, les koulaks, les prêtres et l'armée blanche qui s'engraissaient aux dépens des producteurs de richesses.
En 1921, il commença à travailler pour la Pravda, (La Vérité), quotidien du Parti communiste de l'Union Soviétique où il réalisa des dessins illustrant surtout la politique étrangère. Il collabora également avec Ogoniok, Sovetski ekran et Krokodil.
Lors de la Grande guerre patriotique il revint brièvement à l'affiche politique mais ne profita guère de la paix qui suivit car il mourut en 1946.

## Œuvres
La légende de quelques affiches permet de se rendre compte des thèmes abordés et de la forme employée. (Les traductions sont parfois discutables)
- 1919 : Mort au capital ou la mort sous le talon du capital
- 1919 : Les chiens de l'entente: Anton Dénikine, Alexandre Koltchak, Nikolaï Ioudenitch
- 1919 : Dans le royaume de Denikine
- 1919 : La Vierge du village
- 1919 : Le capital
- 1919 : Koltchak : le bourreau des ouvriers et des paysans
- 1919 : Le gang Denikine : battre les ouvriers et les paysans
- 1919 : La Société des Nations: capitalistes de tous les pays unissez-vous
- 1920 : Le camarade Lénine balaie la saleté de la Terre
- 1920 : Saint-Georges représenté sous les traits de Léon Trotski
- 1920 : La dernière heure
- 1921 : Puissance du pain. Le koulak vampire déclare : « Est-ce-que je me soucie de la faim ? »
- 1922 : Koulak et prêtre
- 1929 : Les ennemis du plan quinquennal légende accompagnée de vers de Bedny Demian
- 1929 : La journée internationale des Rouges, jour où il faut mobiliser le prolétariat du monde entier contre les armées de l'impérialisme
- 1930 : Le travail est l'ennemi de l'alcoolisme légende accompagnée de vers de Bedny Demian
- 1930 : La démocratie selon Mister Lynch (Lynch parce qu'allusion à lynchage)
- 1931 : La route vers la révolution mondiale
- 1934 : Affiche du XVIIe congrès du PCUS (co-signée par Nikolaï Dolgoroukov, graphiste caricaturiste et affichiste 1902-1980)
- 1939 : Discours de Staline sur la Place Rouge
- 1941 : Chaque coup de marteau est un coup porté à l'ennemi (co-signé par Nikolaï Dolgoroukov, graphiste, caricaturiste et affichiste 1902-1980)
- 1945 : Le balai d'acier de l'Armée rouge a balayé toutes les vermines

Le site  donne d'autres légendes d'affiches sans leur date mais à la lecture des thèmes beaucoup ont été vraisemblablement créées pendant la seconde guerre mondiale. Ce site présente aussi une photographie de Victor Deni.